# Daniel Holloway
Daniel "Dan" Holloway (Morgan Hill, 21 de maig de 1987) és un ciclista estatunidenc, professional des del 2010. Combina la carretera amb la pista.

## Palmarès en ruta
- 2005
  - Vencedor d'una etapa al Tour de l'Abitibi
- 2008
  - Vencedor de 2 etapes al Tour de Pennsilvània
- 2009
  - Vencedor d'una etapa al Tour de la província de Namur
  - Vencedor de 2 etapes a la Volta a Palència
- 2010
  -  Campió dels Estats Units en Critèrium
- 2012
  - Vencedor d'una etapa a la Volta a Mèxic
- 2013
  - Vencedor d'una etapa al Sea Otter Classic
- 2014
  - Vencedor d'una etapa al San Dimas Stage Race
- 2015
  - 1r al Tulsa Tough i vencedor de 2 etapes
  - 1r a la Sea Otter Classic (circuit)
- 2016
  - 1r al Tulsa Tough i vencedor d'una etapa

## Palmarès en pista
- 2008
  -  Campió dels Estats Units en Scratch
  -  Campió dels Estats Units de persecució per equips, amb Charles Bradley Huff, Colby Pearce i Taylor Phinney
  -  Campió dels Estats Units en Madison (amb Colby Pearce)

### Resultats a laCopa del Món
- 2017-2018
  - 1r a Santiago de Xile, en Òmnium